# Тур Лимбурга 2024
72-й выпуск  Тура Лимбурга — шоссейной однодневной велогонки по дорогам бельгийской провинции Лимбург. Гонка прошла 20 мая 2024 года в рамках Европейского тура UCI 2024. Победу одержал нидерландский велогонщик Дилан Груневеген.

## Участники
В гонке приняло участие 20 команд.
| UCI WorldTeams (4)- Alpecin-Deceuninck - Intermarché-Wanty - Soudal Quick-Step - Team Jayco AlUla UCI ProTeams (6)- Caja Rural-Seguros RGA - Equipo Kern Pharma - TDT-Unibet - Team Flanders-Baloise - Tudor Pro Cycling Team - TotalEnergies UCI Continental Teams (5)- Airtox-Carl Ras - Parkhotel Valkenburg - Philippe Wagner-Bazin - Rembe Pro Cycling Team Sauerland - Tarteletto-Isorex |
| |

## Маршрут
Дистанция гонки составила 195,6 километра и имела в общей сложности восемь секторов брусчатки и одиннадцать восхождений, первые из которых присутствуют на начальном отрезке трассы протяженностью около семидесяти километров. Далее финальный участок протяженностью 39,2 километра, который повторили три раза.

## Ход гонки
Груневеген имел правильную позицию в спринте и продемонстрировал хорошую скорость, что позволило ему стать первым.

## Результаты
| \| Генеральная классификация \| Генеральная классификация \| Генеральная классификация \| Генеральная классификация \| Генеральная классификация \| \| Гонщик \| Гонщик \| Команда \| Время \| \| \| ------------------------- \| ------------------------- \| ------------------------- \| ------------------------- \| ------------------------- \| \| 1-й \| Дилан Груневеген \| Team Jayco AlUla \| 4ч 30' 40 \| \| \| 2-й \| Морис Баллерштедт \| Alpecin-Deceuninck \| + 0 \| \| \| 3-й \| Арно Де Ли \| Lotto Dstny \| + 0 \| \| |                   |                    |           |
| |                   |                    |           |
| Источник: ProCyclingStats |                   |                    |           |
| Генеральная классификация |                   |                    |           |
| Гонщик | Гонщик            | Команда            | Время     |
| 1-й | Дилан Груневеген  | Team Jayco AlUla   | 4ч 30' 40 |
| 2-й | Морис Баллерштедт | Alpecin-Deceuninck | + 0       |
| 3-й | Арно Де Ли        | Lotto Dstny        | + 0       |